# Зарічне (Арзамаський район)
Зарічне (рос. Заречное) — село в Арзамаському районі Нижньогородської області Російської Федерації.
Населення становить 72 особи. Входить до складу муніципального утворення Березовська сільрада.

## Історія
Від 2009 року входить до складу муніципального утворення Березовська сільрада.

## Населення
| 1999 | 2002 | 2010 |
| ---- | ---- | ---- |
| 82   | ↘53  | ↗72  |